# Сара Коуэлл Ле Мойн
Сара Коуэлл Ле Мойн (англ. Sarah Cowell Le Moyne; 1859—1915) — американская театральная актриса.
Известной своими чтениями стихов Роберта Браунинга и работой в Henry Street Settlement and Playhouse.

## Биография
Родилась 22 июля 1859 года в Нью-Йорке.
Сценический дебют Сары Коуэлл состоялся в 1878 году в составе труппы Альберта Палмера в спектакле «A Celebrated Case» в Union Square Theatre. В 1888 году Сара вышла замуж за актёра Уильяма Ле Мойна, и они жили вместе на 34-й улице. В 1898 году она вернулась на сцену в «The Moth and the Flame» Клайда Фитча в театре Lyceum Theatre.
В 1902 году Сара Коуэлл Ле Мойнопубликовала свои воспоминания. После смерти мужа в 1905 году она сохранила его имя и продолжала выступать как миссис Ле Мойн (Mrs. Le Moyne). За время своей сценической карьеры актриса выступила по крайней мере в пятнадцати бродвейских шоу и работала также в качестве директора филиала Henry Street Settlement and Playhouse на 466 Grand Street.
Умерла 18 июля 1915 года в Нью-Йорке.

Фотогалерея
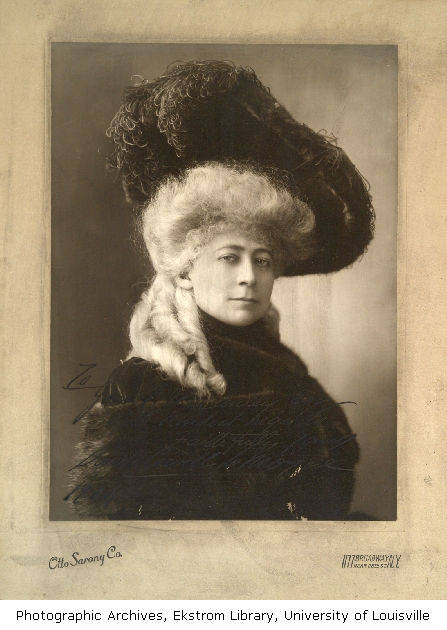
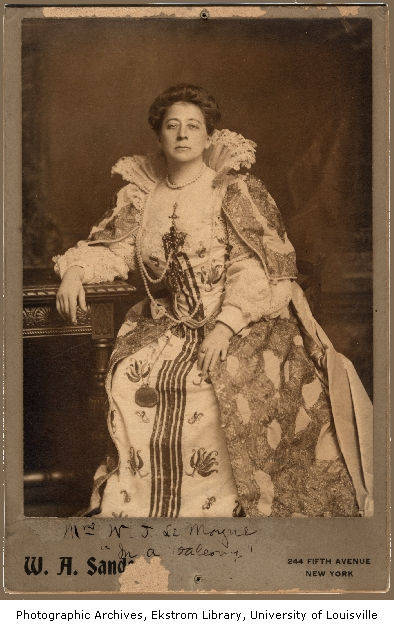
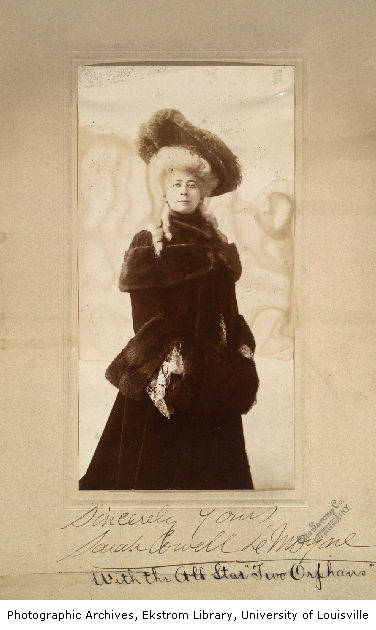